# كاي جورج روبرتس
كاي جورج روبرتس (بالإنجليزية: Kay George Roberts)‏ هي عازفة كمان أمريكية، ولدت في 15 سبتمبر 1950 في ناشفيل في الولايات المتحدة.